# Ernst Brugger
Ernst Brugger (Bellinzona, 10 de marzo de 1914 – Gossau, 20 de junio de 1998) fue un político y docente suizo, miembro del Partido Liberal Radical.
Fue Consejero Federal de 1970 a 1978 y Presidente de la Confederación Suiza en 1974.

## Biografía

Ernst Brugger en 1971

Hijo de Alois, maquinista de tren y pequeño agricultor, y de Ida Müller, tras cursar la enseñanza primaria en Mönchaltorf asistió a la Escuela Normal de Küsnacht y a los 19 años obtuvo el título de maestro de primaria. Viajó a Francia e Inglaterra para profundizar sus conocimientos de idiomas y obtuvo su licencia de piloto. Posteriormente obtuvo el título de profesor de secundaria y en 1936 encontró trabajo en Gossau, de donde en 1947 fue elegido concejal y posteriormente alcalde, cargo que ocupó durante nueve años.
En 1947, aunque aún no pertenecía a ningún partido político, fue elegido miembro del Consejo Cantonal (parlamento cantonal) de Zúrich por el electorado del distrito de Hinwil.. Tras doce años de actividad parlamentaria, en 1959 fue elegido miembro del Consejo de Estado de Zúrich. Hasta 1967 estuvo al frente del Departamento de Interior y Justicia, año en que pasó a dirigir el Departamento de Economía Pública. En el ejército suizo alcanzó el rango de mayor.
El 10 de diciembre de 1969, pese a no ser diputado federal, fue elegido en primera vuelta miembro del Consejero Federal, donde se hizo cargo de la dirección del Departamento Federal de Economía Pública.
Como ministro de Economía Pública, Brugger tuvo que hacer frente a la recesión económica que sufrió Suiza en los años setenta. Durante la crisis del petróleo de 1973 adoptó medidas para garantizar el suministro de petróleo a Suiza. Uno de sus logros más destacados fue el Acuerdo de Libre Comercio con la CEE, que firmó en Bruselas en 1972 junto con el ministro de Asuntos Exteriores, Pierre Graber. Brugger culminó con éxito un proyecto en el que su predecesor, Hans Schaffner, había tenido un papel decisivo. Durante su mandato también se introdujo el seguro de desempleo obligatorio.
Fue Vicepresidente de la Confederación en 1973 y Presidente en 1974.
El 31 de enero de 1978, tras ocho años de mandato, dimitió por motivos de edad. Posteriormente fue presidente del consejo de administración del Banco Popular Suizo hasta 1985 y presidente de la asociación Pro Infirmis de 1977 a 1988.

## Resultados electorales en la Asamblea Federal
- 1969: elegido miembro del Consejo Federal con 160 votos (mayoría absoluta: 119 votos)
- 1971: reelegido Consejero Federal con 214 votos (mayoría absoluta: 110 votos)
- 1972: elegido Vicepresidente del Consejo Federal con 195 votos (mayoría absoluta: 105 votos)
- 1973: elegido Presidente Federal con 198 votos (mayoría absoluta: 105 votos)
- 1975: reelegido Consejero Federal con 211 votos (mayoría absoluta: 111 votos)